# Colley Cibber
Colley Cibber (6 novembre 1671 – 12 novembre 1757), est un dramaturge et  acteur anglais.
Il est fils d'un sculpteur distingué. Il excelle dans le genre comique et la caricature. Il devient en 1711 un des directeurs du Théâtre de Drury Lane, et est nommé en 1730 poète lauréat.
Son statut, comme premier d'une longue lignée d'acteur-directeurs, marque son importance dans l'histoire du théâtre, et ses mémoires pleins de couleur (Apologie pour la vie de Colley Cibber) ouvrent la tradition britannique du style autobiographique décousu. Les œuvres de Cibber offrent une documentation précieuse sur les pratiques théâtrales à Londres pour les historiens d'aujourd'hui. Deux de ses comédies originales sont des descriptions particulièrement utiles des évolutions de la culture et de l'idéologie du début du XVIIIe siècle.
Cibber écrit plusieurs pièces originales pour sa propre compagnie au Théâtre Royal de Drury Lane et en adapte beaucoup d'autres. Son travail fait l'objet de critiques répétées pour avoir « misérablement mutilé » « l'infortuné Shakespeare et Molière crucifié » selon les mots d'Alexander Pope. Il se considère comme un acteur d'abord et avant tout, et bien que ses efforts persistants comme interprète tragique aient été largement ridiculisés il connait le succès dans ses interprétations de personnages comiques et de dandys.
Les contemporains reprochent souvent à Cibber le mauvais goût de ses productions théâtrales et l'opacité de ses affaires. Ils pensent que son opportunisme social et politique lui a permis d'obtenir la fonction de poète lauréat aux dépens d'auteurs bien meilleurs, et en dépit de cette charge, ses œuvres poétiques sont considérées comme futiles par les spécialistes modernes. En outre, la personnalité impétueuse et extravertie de Cibber en a blessé plus d'un, et il est resté célèbre comme la principale cible d'Alexander Pope dans le poème satirique La Dunciade.

## Biographie
Né à Londres, Cibber est le fils de Caius Gabriel Cibber, un sculpteur distingué originaire du Danemark. Ses parents voulaient qu'il devienne ecclésiastique, mais il est irrésistiblement attiré par la scène et, en 1690, il entre comme acteur au Théâtre Royal de Drury Lane, un travail moins sûr et socialement inférieur. « Pauvre, en désaccord avec ses parents, et entré dans le monde théâtral à un moment où les joueurs perdaient leur pouvoir au profit de directeurs-hommes d'affaires » (Dictionnaire biographique des acteurs), Cibber se marie néanmoins dès 1693 avec Katherine Shore. Ils ont un grand nombre d'enfants, pour lesquels il semble avoir fait montre d'un amour paternel assez occasionnel. Le seul de ses fils qui ait atteint l'âge adulte, Theophilus Cibber, est devenu acteur à Drury Lane et a causé de l'embarras à son père par sa conduite privée scandaleuse. La plus jeune fille de Colley, Charlotte Charke s'est également glissées dans les bottes de son père, de même que tous ceux de la famille. Durant ses dernières années, Cibber a joué dans des productions avec ses propres petits-enfants. Catherine, l'aînée de ses filles, semble avoir été la plus dévouée car elle s'est occupée de son père dans sa vieillesse et a été récompensée à sa mort en recevant l'essentiel de ses biens.
Après un début peu propice en tant qu'acteur, Cibber devient finalement un comédien populaire, écrit et adapte nombre de pièces et s'élève pour devenir l'un des nouveaux directeurs-hommes d'affaires autorisés. Il prend la direction du théâtre de Drury Lane en 1710 et montre de grandes qualités du point de vue commercial, sinon artistique — choix critiqués cependant par la presse et William Hogarth (A Just View of the British Stage, 1724). En 1730, il est fait poète lauréat, une nomination qui lui attire le dédain, particulièrement d'Alexander Pope et d'autres satiristes Tory.
À soixante-trois ans, il fait sa dernière apparition sur scène comme Pandulph dans son Tyrannie papale sous le règne du Roi Jean à Covent Garden, le 15 février 1745), une misérable paraphrase de la pièce de Shakespeare. Il meurt en 1757.

## Descendance
- Suzanne Marie Cibber, sa fille, qui travailla dans le théâtre.
- Theophilus Cibber, son fils, comédien.

## Pièces
Les pièces ci-dessous ont été jouées au Théâtre de Drury Lane, sauf mention contraire.
- Love's Last Shift (comédie, 1696)
- Woman's Wit (comédie, 1697)
- Xerxes (tragédie, Lincoln's Inn Fields, 1699)
- Love Makes a Man (comédie, 1701)
- The School Boy (comédie, 26 octobre 1702)
- She Would and She Would Not (comédie, 26 novembre 1702)
- The Careless Husband (comédie, 7 décembre, 1704)
- Perolla and Izadora (tragédie, 3 décembre, 1705)
- The Comical Lovers (comédie, Haymarket, 4 février, 1707)
- The Double Gallant (comédie, Haymarket, 1er novembre, 1707)
- The Lady's Last Stake (comédie, Haymarket, 13 décembre 1707)
- The Rival Fools (comédie, 11 janvier, 1709)
- The Rival Queans (tragédie-comique, Haymarket, 29 juin 1710)
- Ximena (tragédie, 28 novembre, 1712)
- Venus and Adonis (masque, 1715)
- Bulls and Bears (farce, 1er décembre, 1715)
- The Refusal (comédie, 14 février, 1721)
- Cæsar in Egypt (tragédie, 9 décembre, 1724)
- The Provoked Husband (avec John Vanbrugh, comédie, 10 janvier 1728)
- Love in a Riddle (pastorale, 7 janvier, 1729)
- Damon and Phillida (farce pastorale, Haymarket, 1729)

Cibber a également adapté Richard III (1700), King John, sous le titre  Tyrannie papale sous le règne du Roi Jean (1745), de Shakespeare, et Tartuffe, sous le titre de The Nonjuror in 1717, de Molière. Celles de ses comédies qui eurent le plus de succès sont : le Mari insouciant, 1704 ; le Non-Juror, 1717, imitée du Tartuffe. Le recueil de ses œuvres forme 4 volumes in-12, 1760.